# Боуэн, Алекс
Алекс Боуэн (англ. Alexander Brant "Alex" Bowen; род. 4 сентября 1993, Сан-Диего, Калифорния) — американский ватерполист, игрок сборной США. Бронзовый призёр летних Олимпийских игр 2024 года, трёхкратный чемпион Панамериканских игр. Участник летних Олимпийских игр 2016, 2020, 2024 годов.

## Карьера
Алекс Боуэн учился в Стэнфордском университете и играл за «Стэнфорд Кардинал», спортивную команду университета.
С 2013 года Боуэн играет в национальной сборной США. В 2015 году на чемпионате мира в Казани в составе национальной команды занял итоговое седьмое место. В этом же году в составе сборной США, опередив бразильцев, стал чемпионом Панамериканских игр в Торонто. В 2016 году на Олимпийских играх в Рио-де-Жанейро сборная США, в которой играл Алекс, заняла итоговое десятое место.
В финале Панамериканских игр 2019 года команда Соединенных Штатов обыграла Канаду, а Алекс стал двукратным чемпионом Панамериканских игр. На Олимпийских играх 2021 года в Токио Боуэн вместе со своей командой проиграл испанцам в четвертьфинале, а американцы на том соревновании стали шестыми.
На Панамериканских играх 2023 года сборная США, в составе которой играл Алекс Боуэн, одержала победу, победив бразильцев в финальной встрече.
На Олимпийских играх в Париже сборная США заняла третье место на групповом этапе. В четвертьфинале американцы выиграли у австралийцев по пенальти, а в поединке за третье место обыграли венгров также по пенальти. Боуэн забил один гол в матче за бронзовые медали. В серии пенальти Алекс Боуэн реализовал свой бросок и внёс большой вклад в этот олимпийский триумф США.